# Lance Macklin
Lance Macklin (n. 2 septembrie 1919 – d. 29 august 2002) a fost un pilot englez de Formula 1 care a evoluat în Campionatul Mondial între anii 1952 și 1955.
1. 1 2  Lance Noel Macklin, The Peerage, accesat în 9 octombrie 2017
2. 1 2 3  The Peerage